# 연천문화원
 연천문화원은 1985년 8월 27일 설립된 문화체육관광부 소관의 사단법인 연천문화원이다. 사무실은 경기도 연천군 연천읍 문화로 143에 위치하고 있다

## 문화원 소개
연천문화원의 설립배경
- 연천문화원은 1986년 12월 당시 연천의 문화와 역사, 전통민속놀이, 유적 등을 연구하고 이를 계승, 발전, 보존하여야 한다고 생각하는 선구자적인 분들에 의해 발기 총회를 한 후 1987년 8월 27일 당시 문화공보부로부터 정식 승인 인가를 득하였습니다.

연천문화원의 설립목적
- 연천문화의 맥과 얼을 잇는 곳
- 연천문화원은 지역고유 문화와 향토유적의 발굴, 보존, 계승과 선양을 위하여 전통민속행사 재연, 지역축제 등 각종 행사를 주최하고 지방문화원 진흥법에 의거하며 연천의 열악한 지역문화 사업을 발전, 수행하고자 설립된 문화관광부 산하 비영리 공익법인입니다.
- 본원에서는 지역문화의 계발, 연구 조사 및 문화진흥을 달성하기 위하여 다음 각 호의 사업을 수행하고자 합니다.
- (가). 향토사의 발굴, 조사, 연구 및 사료의 수집, 보존
- (나). 지역문화행사의 개최(미수문화재 등)
- (다). 문화에 관한 자료의 수집ㆍ보존 및 보급
- (라). 지역전통민속놀이의 연구 및 계승
- (마). 문화 교육에 의한 사회봉사활동
- (바). 지역사회발전을 위한 문화활동(문화아카데미)
- (사). 지역문화의 창달을 위한 각종 행사 및 축제 주관
- (아). 민통선 지역 내의 유적발굴사업

비전
- 문화와 전통으로 연천의 얼을 이어가는 역사 깊은 연천문화

목표
- 군민들의 공정한 문화 향유사회복지시설의 꾸준한 문화예술 봉사전통민속놀이의 보전, 계승발전DMZ 및 민통선내의 향토문화 발굴자부심을 갖는 문화가족

임원현황
- 원장 : 1명
- 부원장 : 2명
- 자문위원장 : 1명
- 감사 : 2명
- 이사 : 15명
- 여성위원장 : 1명
- 향토사료위원장 : 1명
- 사무국 : 5명

문화원 연혁
- 1986 . 12.01 : 연천문화원 준비위원회
- 1986. 12.12 : 연천문화원 창립총회
- 1986. 12.12 : 초대원장 이연수 취임
- 1987. 08.27 : 연천문화원 문화공보부장관 승인(허가서 제568호)
- 1987. 09.22 : 사단법인 연천문화원 법인 인감등기 완료
- 1989. 06.17 : 임시총회에서 현문수 원장 피선(제2대)
- 1991. 07.09 : 임시총회에서 현문수 원장 재선(제3대)
- 1994. 08.24 : 지방문화원 진흥법 제4조1항등 시행령 제2조2항 지방문화원 설립 인가 제134호(문화체육부장관)
- 1995. 08.29 ~ 99. 08.25 :현문수 원장외 임원 13명 취임 승인
- 1999. 08.25 ~ 00. 08.25 : 현문수 원장외 임원 14명 취임 승인
- 1999. 11.16자체 원사 준공
- 2001. 02.13 : 현문수 원장 퇴임식, 서승후 원장 취임식
- 2001. 02.19 : 지방문화원(연천)정관 작성
- 2001. 03.13 : 서승후 원장, 부원장2명, 이사6명 선임 승인
- 2001. 05.30 : 연천문화원 규정 개정
- 2002. 09.01향토사료관 완공
- 2002. 12.20향토사료관 개관식
- 2003. 08.29 : 윤주길 원장 피선(제6대)
- 2010. 05.10 : 이경순 원장 피선(제7대)
- 2010. 07.21 : 이경순 원장 취임식
- 2010. 08.17 : 임원 이사 9명 취임 승인
- 2011. 02.22 : 임원 이사 4명 취임 승인
- 2012. 03.05 : 임원 이사 신동직 승인
- 2013. 01.29 : 임원 이사 김진일외 5명 승인
- 2014. 05.19 : 이경순 원장 피선(제8대) 및 취임식
- 2014. 12.09 :임원 이사 김경찬, 신복래, 이옥임, 유주애, 김영철, 원홍준 6명 승인
- 2015. 02.04 : 임원 이사 최재학 1명 승인
- 2016. 01.11 : 자문위원 이상호 1명 승인
- 2017. 01.10 : 임원 이사 홍영표, 최철 2명 승인
- 2017. 12.29 : 연천문화원 30년 기념행사 및 30년사 책자 발간
- 2018. 05.14 : 이준용 원장 취임(9대)
- 2018. 06.11 : 이사 권윤근 외 8명 승인
- 2018. 09.06 : 부원장 추대(박유복, 최정숙)
- 2019. 02.18 : 이사 2명 승인
- 2019. 04.30 : 이사 1명 승인
- 2019. 11.20 : 이사  1명 승인

## 주요사업
연천문화원 문화학교 교실
- 사업기간 : 상시

사업개요
- 장소: 연천문화원 강좌실 1,2
- 사업목적: 문화학교를 통하여 연천군민들의 질 좋은 문화 예술 활동을 증진시키며, 문화 예술적 삶을 즐기게 하여 지역문화 발전에 기여함
- 강좌소개: 실버댄스, 우쿨렐레, 규방(바느질), 아미산울어리 사물반, 남도 민요 마당극, 해금, 아코디언, 난타, 한국무용, 경기민요, 오카리나

3.1운동 기념식(100주년 기념)
- 사업기간 : 3월1일
- 사업개요
- 장소: 연천 수레울 아트홀
- 사업목적: 민족의 정의와 독립을 쟁취하기 위하여 일본에 항거했던 1919년 3월의 역사적인 독립 만세운동 정신을 추모하고, 진정한 평화체계를 이루는 연천군민 화합의 문화축제로 이루어짐
- 참여인원: 500명
- 주관: 연천문화원
- 행사 내용: 3.1절 기념행사 및 기념공연, 태극기퍼레이드

구석기 축제 문화 봉사활동
- 사업기간 : 당일
- 사업개요
- 일시: 5월
- 장소: 전곡 선사유적지
- 사업목적: 문화원 동아리 회원들의 문화 봉사활동으로 발표회를 함으로써 지역의 전통적인 문화와 군민들의 문화가 함께 성장할 수 있도록 함.
- 참여인원: 200명
- 주관: 전곡 선사 유적지 공원
- 행사내용: 구석기 축제 행사 중 문화원 동아리 10팀이 공연 발표

연천 문화자원 콘텐츠 발굴사업
- 사업기간 : 당일
- 사업개요
- 일시: 2월 25일, 5월 3일
- 장소: 전곡 선사유적지
- 사업목적: 다양한 역사적 문화유산과 자연적인 유산들이 넘치는 연천군에서 지역의 특색을 반영한 문화유산과 문화 콘텐츠가 결합된 사업을 발굴
- 참여인원: 300명
- 주관: 연천문화원
- 행사내용:① 연1000개 평화기념 연날리기 대회

② “아미산울어리 민속놀이”재현행사
서예대회
- 사업기간
- 사업개요- 일시: 10월
- 장소: 연천 미수허목묘역(경기도 기념물 184호)
- 사업목적: 미수 허목선생의 서예를 기리는 서예대회를 개최하여 연천군 내외 사람들에게 연천군의 긍정적인 이미지 고취시킴.
- 참여인원: 200명
- 주관: 연천문화원
- 행사내용: 연천문화원 회원 및 미수문화재에 관심 있는 모든 경기도민을 참가자로 모집

미수문화재사업
- 기간당일
- 사업개요- 일시: 10월
- 장소: 연천 미수허목묘역(경기도 기념물 184호)
- 사업목적: 연천 출신 동양제일의 전서체 대가이며 대학자이신 미수 허목선생의 삶과 서예 작품들을 재조명하여 연천 군민들에게 널리 알림.
- 참여인원: 500명
- 주관: 연천문화원
- 행사내용: 연천 미수허목 묘역에서 시제와 개막식 및 동아리 축하공연에 이어서 서예대전 시상식

 향토사료관 운영사업
- 기간상시
- 사업개요
- 장소: 연천문화원 향토사료관
- 사업목적: 연천에서 출토된 민속 유물을 전시함으로써 연천군의 문화를 보존하고, 연천의 향토문화를 이어나가고자 함.
- 주관: 연천문화원

 ; 문화유적지 답사
- 사업기간당일
- 사업개요일시: 연2회
- 장소: 국내, 국외
- 사업목적: 역사문화유적을 접한 후 연천지역의 역사문화 유적의 유지 발전방향을 모색하고자 함.
- 참여인원: 80명
- 주관: 연천문화원
- 행사내용: 문화원 이사 및 여성회 회원, 일반회원들이 주축이 되어 매년 1회 문화유적 답사

연천문화지 발간
- 사업기간11월
- 사업개요
- 사업목적: 문화예술 활동, 향토사 연구 등을 정리하여 책자를 발간함으로서 주민들에게 연천문화 역사를 효과적으로 전달
- 발간부수: 500부
- 주관: 연천문화원
- 행사내용: 새로운 향토사료 등을 발굴 보존 널리 알림

연천문화원 문화인의 밤(송년의 밤)
- 사업기간당일
- 사업개요일시:12월
- 장소: 연천 수레울 아트홀
- 사업 목적: 지역에서 봉사활동을 하는 문화학교 학생들과 문화원 여성회 회원들이 함께 모여 발표회 및 시상식을 통해 연천문화 활동의 성과를 공유해 봄.
- 참여인원: 500명
- 주관: 연천문화원
- 행사내용: 축하공연 및 동아리, 문화원 여성회 회원 상장 전달식

경기도 민속예술제
- 사업기간2일
- 사업개요
- 사업목적: 우리 지역 전통민속과 미풍양속의 아름다움을 계승 발전시켜 점차 사라져 가는 고유 민속놀이의 맥을 이어 나가고자 함.
- 참여인원: 80명
- 주관: 전국문화원연합회 경기도지회
- 행사내용: 경기도 각 시, 군에서 참가하여 경연을 벌여 대상을 수상한 팀은 전국대회에 참가하는 자격부여

## 시설소개
- 사무실
- 원장실
- 강의실 : 1강의실, 2강의실
- 회의실
- 도서실
- 자료실
- 강당, 극장강당
- 전시실 : 상설전시실 , 기획전시실
- 창고

## 외부사업
- 미수문화재
- 미수문화재 서예대전
- 경기도 민속예술제
- 3.1절 기념행사
- 문화원 아카데미
- 구석기축제 문화봉사활동
- 문화유적지답사
- 문화콘덴츠발굴사업
- 문화인의밤
- 향토사료관운영